# Isla Perdiguera
Die Isla Perdiguera (dt.: „Rebhuhninsel“) ist ein Vulkankegel der Volcanes del Campo de Cartagena und eine Insel inmitten des Mar Menor, auf dem Gebiet der Gemeinde San Javier in der Región de Murcia.

## Geographie
Die Insel liegt östlich vom Festland bei El Carmolí, auf halber Strecke zur Isla Mayor (Isla del Barón), die etwa 1,2 km weiter östlich liegt. Sie hat eine Fläche von 25,8 ha und erhebt sich 24 m über dem Meer. Sie besteht, ähnlich wie die Isla del Barón aus zwei Vulkankegeln auf dem Hauptteil der Insel und einem dritten kleineren Kegel, der im Südosten der Insel durch einen schmalen Tombolo als Halbinsel mit dem Hauptteil verbunden ist. Gelegentlich wird dieser Teil als Isla Esparteña bezeichnet. In den Buchten entlang des Tombolo befinden sich mehrere Anlegestege des Puertecico. Die Insel ist großenteils mit Halfagras bewachsen.

## Tourismus und Naturschutz
Die Insel ist die zweitgrößte Insel des Mar Menor und die am meisten vom Tourismus beschädigte. Früher gab es sechs Landungsstege und drei Restaurants, die jedoch aufgegeben wurden und heute nur noch als Ruinen bestehen. Noch immer kommen Tagesausflügler auf die Insel und es gibt einen Bootsverkehr vom 5. Juni bis zum 30. Dezember von Santiago de la Ribera und Los Alcázares aus. Mittlerweile steht die Insel unter Naturschutz.